# Preciosa (telenovela)
Preciosa (em Portugal, A preciosa) foi uma telenovela mexicana produzida por Pedro Damián para Televisa e exibida pelo Canal de las Estrellas entre 27 de abril e 28 de agosto de 1998 substituindo Mi pequeña traviesa e sendo substituída por Soñadoras, em 90 capítulos.
A história original é de Olga Ruilópez e baseada na sua radionovela La huerfanita com adaptação de Alberto Gómez.
Foi protagonizada por Irán Castillo e Mauricio Islas e antagonizada por Nailea Norvind, Roberto Ballesteros, Bertha Moss e Felicia Mercado.

## Sinopse
Preciosa é uma menina doce e bonita de 18 anos, que tem um problema em uma das pernas. Sua vida transcorre no mundo estranho e fascinante do circo que ela ama tanto. Sua vida é cheia de vivacidade e ternura, mas também de dramas e carência. 
Ela vive de maneira pobre ao lado de seu avô Tito, um dos palhaços do circo, também  cuidando dos animais, e suporta em silêncio a ridicularização e humilhação de Sandor, o proprietário do circo, um homem mau caráter que ri e zomba de seu maior sonho: tornar-se uma trapezista famosa como sua mãe. Preciosa enfrenta com valentia todos os seus problemas. Doce e generosa, compartilha as alegrias e as tristezas das outras pessoas que povoam o mundo do circo, como Zamira, a cigana bonita, enigmática e apaixonada que ama o malvado Sandor; Felina, a bela trapezista que sofre as traições de seu marido Patricio, também Ransel o lançador de punhais .
Preciosa sendo uma jovem de caráter firme e delicado, e com a esperança de juntar dinheiro para financiar sua operação, economiza cada centavo do seu salário miserável com a esperança de um dia realizar seu sonho: subir no trapezio. Não é fácil, Preciosa também deve lidar com as manipulações de Eduarda, a tia de Luis Fernando, e Enriqueta a mãe de sua pior inimiga Valéria, que é sua irmã, fato que ambas desconhecem, e também as intrigas de Lorena. Preciosa descobrira o amor e a luta juntos no caminho do amor proibido e no fascinante mundo do circo onde viverá feliz.

## Elenco
- Irán Castillo ...... Preciosa Ruiz/Estrella
- Mauricio Islas ...... Luis Fernando Santander
- Nailea Norvind ...... Valeria San Román
- Francisco Gattorno ...... Álvaro San Roman
- Felicia Mercado ...... Henriqueta
- Roberto Ballesteros .... Sandor
- Susana González .... Felina
- Alfonso Iturralde .... Roberto San Roman
- Bertha Moss .... Eduarda
- Yula Pozo .... Fermina
- Uri.... Oscarito
- Rodrigo Vidal .... Leonel de la Riva
- Marcela Pezet .... Lorena
- Luis Bayardo .... Tito
- Luis Gatica .... Patricio
- Adriana Fonseca .... Vanessa
- Carmen Salinas .... Mamá Pachis
- Norma Lazareno .... Regina
- Luz Elena González .... Milagros
- Khotan Fernández .... Ransel
- Sharis Cid .... Zamira
- Ana Layevska .... Princessa
- Mayrín Villanueva .... Claudia
- Ingrid Martz .... Alma San Roman
- Héctor Suárez Gomis .... Lorenzo "El Pantera"
- David Larible .... Angel Clown
- Raúl "Chóforo" Padilla .... Libaldo
- René Casados .... El Gran Sabu
- Marta Ofelia Galindo
- Eduardo Antonio .... Padre Juan Martin
- Mauricio Aspe .... Gasonlina
- Osvaldo Benavides .... Simón
- Manola Diez .... Ines
- Alec Von Bargen .... Orlando
- Alfredo Ahnert
- Alizair Gómez .... "El Pirulo"
- Ángeles Balvanera
- Bodokito .... Finita
- Eduardo Iduñate .... Gitano
- Fernando Franco
- Francisco Rossell .... Arturo
- Ligia Robles .... Luz Elena
- Lisa Carbajal .... Bianca
- Jorge Poza .... Robin
- Eduardo Rodríguez .... Leopoldo
- Marieth Rodríguez .... Rosalba Morantes/Miranda Barrios
- Miguel Ángel Cardiel .... Ariel
- Odiseo Bichir .... Heriberto Robles
- María Antonieta de Las Nieves .... Chiquinha
- Gabriela Rivero .... Alejandra
- Paola Flores
- Uri Chartarivsky
- Lourdes Alexa
- Yamil Sesin
- Zayda Castillón
- Jacqueline Voltaire

## Exibição

### No Brasil
No Brasil, foi exibida no horário da tarde do SBT entre 22 de outubro de 2001 a 4 de fevereiro de 2002, substituindo Por Teu Amor e sendo substituída por O Privilégio de Amar.
Foi exibida pelo canal pago TLN Network entre 7 de junho a 8 de outubro de 2010 substituindo Maria José e sendo substituída por A Alma Não Tem Cor.

### Em Portugal
Foi exibida em Portugal pela RTP1, entre 3 de abril a 9 de junho de 2000. Na sua exibição apresentava quase sempre capítulos longos de aproximadamente 2 horas. 

## Audiência

### No México
Em sua exibição original, alcançou média de 21,5 pontos.

### No Brasil
Em sua exibição no SBT alcançou 8 pontos de média.

## Prêmios e Indicações

### Prêmios TVyNovelas 1999
| Categoria               | Nomeado(a)     | Resultado |
| ----------------------- | -------------- | --------- |
| Melhor atriz de reparto | Carmen Salinas | Ganhadora |
| Melhor atriz jovem      | Irán Castillo  | Nomeada   |
| Melhor ator jovem       | Mauricio Islas | Nomeado   |

## Versões
- Preciosa é baseada na radionovela La huerfanita de Olga Ruilópez. Outras versões que foram feitas são:
  - Sabrina (1976), telenovela venezuelana produzida pela RCTV e estrelada por Helianta Cruz e Jorge Palacios.
  - Adriana (1985), telenovela venezuelana produzida pela RCTV e estrelada por Tatiana Capote e Franklin Virguez.